# 李水土
李水土（1928年1月15日—）為臺灣白手起家的知名企業家，出生於臺灣苗栗縣，畢業於新竹高工機械科，曾任三富汽車、一通實業、山通企業、天池機器等公司董事長。

## 生平簡歷
李水土出身貧困農家，自學校畢業後進入台糖台中糖廠工務課，負責維修機械。1951年自糖廠辭職後，自行創設連豐鐵工廠，生產測量儀器、紡織機械零件等。1961年創建連豐精機股份有限公司，生產摩托車。
1966年3月4日集資創立三富汽車工業股份有限公司，曾同時與日本富士重工業和法國雷諾汽車技術合作，分別生產速霸陸與雷諾之商用車、轎車等。該公司推出的雷諾九號、雷諾十九號、紅龍廂型商用車等車款，曾經在臺灣車壇紅極一時。後來輕巧省油的日系自排車款逐漸蠶食臺灣汽車市場，三富汽車產製的法系手排車款滯銷，遂於1999年停業。

## 內部連結
- 三富汽車